# Виртуальное искусство
Виртуальное искусство — термин, описывающий феномен виртуализации искусства в области технических средств массовой информации, возникших в конце 1980-х годов (в некоторых случаях немного раньше). Они включают в себя такие виды человеко-машинного интерфейса, как стереоскопические очки и экраны, цифровая живопись и скульптура, объёмный звук, перчатки и костюмы виртуальной реальности, датчики положения в пространстве, системы обратной связи и т. д. Поскольку виртуальное искусство охватывает широкую область знаний, данный термин становится всеобъемлющим для специфических явлений и средств, имеющих к нему непосредственное отношение. Большая часть современного искусства по мнению Фрэнка Поппера виртуализирована.

## Определение
Виртуальное искусство можно считать пост-конвергентной формой искусства, основывающейся на синтезе искусства и технологий, таким образом, содержащую все предыдущие средства массовой информации в качестве подмножеств. Большое внимание вопросу синтеза искусства и технологий в своих работах уделяют Джек Бернхэм (Beyond Modern Sculpture 1968) и Джин Янгблад (Expanded Cinema 1970). Так как виртуальное искусство может состоять из виртуальной реальности, дополненной реальности, или смешанной реальности, можно видеть, в других аспектах производства, таких как видеоигры и фильмы.
В своей книге From Technological to Virtual Art Фрэнк Поппер прослеживает развитие захватывающем, интерактивного искусства новых медиа от своих исторических предшественников через современное компьютерное искусство, мультимедиа и нет-арт. Поппер показывает, что современное виртуальное искусство является дальнейшее совершенствование технологического искусства конца XX века, а также отход от него. Что нового об этом новом медиаискусстве, утверждает он, является его гуманизация технологии, акцент на интерактивность, его философское исследование реального и виртуального, и его мультисенсорной характер.